# Numero casuale
In statistica, un numero casuale è una singola osservazione (risultato) di una specifica variabile casuale. Nei casi in cui non viene specificata alcuna distribuzione, si intende usualmente la distribuzione continua uniforme nell'intervallo {\displaystyle [0,1]}.
In un senso informale, c'è una certa circolarità in questa definizione poiché l'idea stessa di variabile casuale si basa sul concetto di casualità. Un numero di per sé stesso non può essere casuale, eccetto nel senso del modo in cui è stato generato. Informalmente, generare un numero casuale significa che prima di essere generato, tutti gli elementi di un certo insieme siano ugualmente probabili come risultato. In particolare, questo significa che la conoscenza dei numeri generati da questo processo, o da un qualunque altro processo, non porta informazioni aggiuntive al riguardo del prossimo numero generato. Questo è equivalente alla indipendenza statistica.